# هوبير ماريستشكا
هوبير ماريستشكا (بالألمانية: Hubert Marischka)‏ (و. 1882 – 1959 م) هو مخرج أفلام، وكاتب سيناريو، ومغني أوبرا، ومغني، وممثل مسرحي، وممثل أفلام نمساوي، توفي في فيينا، عن عمر يناهز 77 عاماً.

## وصلات خارجية
- هوبير ماريستشكا على موقع IMDb (الإنجليزية)
- هوبير ماريستشكا على موقع مونزينجر (الألمانية)
- هوبير ماريستشكا على موقع ألو سيني (الفرنسية)
- هوبير ماريستشكا على موقع ميوزك برينز (الإنجليزية)
- هوبير ماريستشكا على موقع أول موفي (الإنجليزية)
- هوبير ماريستشكا على موقع قاعدة بيانات الأفلام السويدية (السويدية)
- هوبير ماريستشكا على موقع ديسكوغز (الإنجليزية)
- هوبير ماريستشكا على موقع قاعدة بيانات الفيلم (الإنجليزية)
- هوبير ماريستشكا على موقع كينوبويسك (الروسية)